# Matthew Perry (skådespelare)
Matthew Langford Perry, född 19 augusti 1969 i Williamstown, Massachusetts, död 28 oktober 2023 i Pacific Palisades, Los Angeles, var en amerikansk-kanadensisk Emmy Award- och Golden Globe-nominerad skådespelare. Perry är främst känd för rollen som Chandler Bing i TV-serien Vänner (1994–2004), något som han även fick en Screen Actors Guild Award för.
Han medverkade även i TV-serien Studio 60 on the Sunset Strip där han porträtterade Matt Albie, samt gjorde gästframträdanden i TV-serien Vita Huset, i rollen som Joe Quincy.

## Biografi
Matthew Perry föddes i Williamstown, Massachusetts. Hans far är den amerikanska skådespelaren John Bennett Perry och modern Suzanne Perry Morrison, född Langford; hon var pressekreterare till den kanadensiska premiärministern Pierre Trudeau. Perry hade medborgarskap i både USA och Kanada. Hans föräldrar skildes innan han hade hunnit fylla ett år och han uppfostrades av sin mor i Ottawa. Under sin uppväxt i Ontario utvecklade Perry ett passionerat intresse för tennis och blev snart en topprankad juniorspelare.

## Karriär

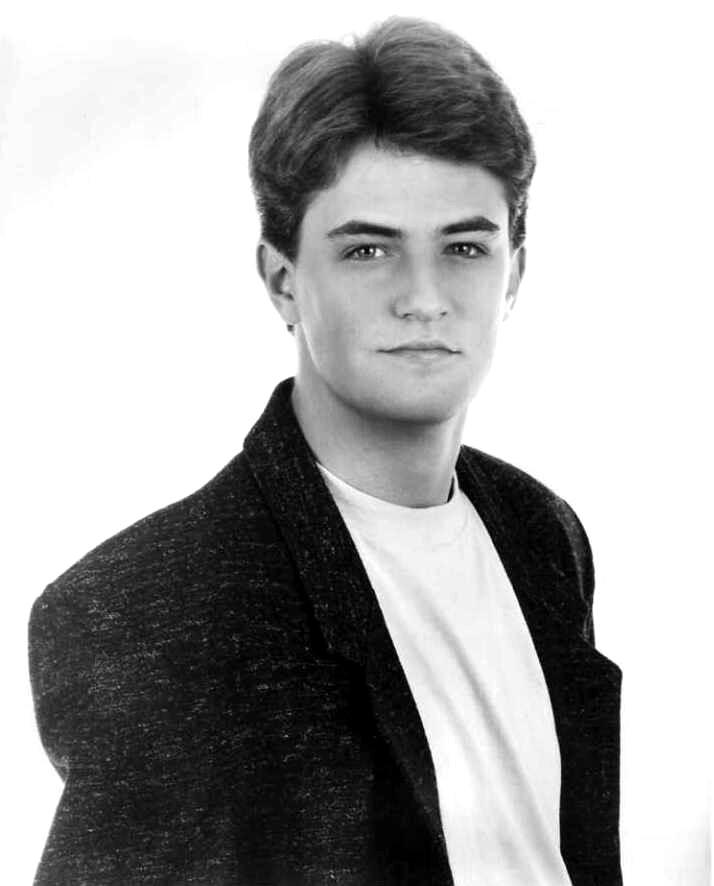
Matthew Perry 1988.

Perry gjorde sin första roll 1979 i dramat 240-Robert. När han var tonåring flyttade Perry från sin mor i Ottawa till sin far i Los Angeles för att bli skådespelare. Han började high school vid Buckley School i Sherman Oaks. Efter några gästframträdanden i TV på slutet av 1980-talet, var Perrys avsikt att skriva in sig vid University of Southern California, men när han blev tilldelad huvudrollen som Chazz Russell i TV-serien Second Chance blev han uppmärksammad på skådespelarscenen. Second Chance döptes om till Boys Will Be Boys efter bara en säsong och fokuserade då på Chazz och hans kompisar. Perry gjorde filmdebut 1988 i filmen A Night in the Life of Jimmy Reardon.
År 1994 fick han rollen som den sarkastiska, men vänliga Chandler Bing i tv-serien Vänner. Serien blev en tittarsuccé och år 2002 tjänade Perry och de andra huvudrollsinnehavarna 1 miljon dollar per avsnitt. För rollen nominerades han till en Emmy Award 2002. Perry medverkade även i filmerna Kärlek vid andra ögonkastet, Almost Heroes, Three to Tango, Oss torpeder emellan och dess uppföljare, samt Serving Sara.
År 2012 gästspelade Perry i serien The Good Wife, som Mike Kresteva. År 2013 repriserade han sin roll i seriens fjärde säsong.
I mars 2017 repriserade Perry igen sin roll som Mike Kresteva, i serien The Good Fight, en uppföljare till The Good Wife.

## Privatliv
Perry hade kärleksrelationer med Yasmine Bleeth 1995, Julia Roberts mellan 1995 och 1996 samt Lizzy Caplan mellan 2006 och 2012. I november 2020 förlovade sig Perry med Molly Hurwitz, men paret bröt förlovningen under 2021.

### Missbruk
Perry missbrukade under flera år alkohol och opioider. Han har själv beskrivit missbruksproblematiken i sin självbiografiska bok Vänner, kärlekar och det där fruktansvärda. Han började överdosera det receptbelagda läkemedlet Vicodin efter en jetskiolycka 1997, och genomgick ett 28-dagars rehabiliteringsprogram samma år. År 2000 resulterade hans beroenden i att han fick diagnosen pankreatit, vilket fick honom att ändra sitt leverne. På grund av pankreatit gick han ned i vikt och vägde vid en period endast 66 kilo. Han skrev in sig på ett rehabiliteringsprogram i februari 2001 för beroende av Vicodin, metadon, amfetamin och alkohol.
Under inspelningen av Serving Sara (premiär 2002) i Texas fick Perry svåra magsmärtor och fick läggas in på sjukhus i Marina del Rey. Han uppskattade efteråt att han spenderat 9 miljoner dollar på att bli nykter. Han avslöjade även att han fått en minneslucka på grund av sina beroendeproblem, och minns inte tre år då han spelade i Vänner, mellan säsongerna tre och sex.
Under sina sista år var Perry mycket engagerad i att arbeta mot missbruk.

### Död
Den 28 oktober 2023 påträffades Perry drunknad i en jacuzzi i sitt hem. Enligt obduktionen hade Perry höga halter av ketamin i blodet.

## Filmografi i urval
- 1988 – Dance 'til Dawn
- 1989 – Håll tassarna borta från min dotter
- 1990 – Beverly Hills (TV-serie) - Roger Azarian (1 avsnitt)
- 1994–2004 – Vänner (TV-serie) - Chandler Bing
- 1997 – Kärlek vid andra ögonkastet - Alex Whitman
- 1998 – Almost Heroes - Leslie Edwards
- 1999 – Three to Tango - Oscar Novak
- 2000 – Oss torpeder emellan - Nicholas "Oz" Oseransky
- 2001 – Scrubs - Murray Marks
- 2002 – Serving Sara - Joe Tyler
- 2004 – The Whole Ten Yards - Nicholas "Oz" Oseransky
- 2006 – Studio 60 on the Sunset Strip (TV-serie)
- 2006 – The Triumph - Ron Clark
- 2007 – Numb - Hudson Milbank
- 2008 – 17 again - Mike O'Donell, som vuxen
- 2011 – Mr. Sunshine (TV-serie) - Ben
- 2012 – Go On (TV-serie) - Ryan King
- 2015–2017 – The Odd Couple (TV-serie)
- 2017 – The Good Fight (TV-serie) - Mike Kresteva

## Fortsatt läsning
- Perry, Matthew (November 1, 2022). Friends, Lovers, and the Big Terrible Thing: A Memoir. Foreword: Lisa Kudrow. New York: Flatiron Books. ISBN 978-1-250-86644-8. OCLC 1338841699